# Góry Nerczyńskie
Góry Nerczyńskie (ros.: Нерчинский хребет; Nierczinskij chriebiet) – pasmo górskie w azjatyckiej części Rosji, w Zabajkalu, w południowo-wschodniej części Kraju Zabajkalskiego, między Górami Borszczowocznymi a rzeką Argun. Rozciąga się na długości ok. 240 km, od źródeł rzeki Urow na północnym wschodzie, do granicy rosyjsko-mongolskiej na południowym zachodzie.
Są to góry niskie z łagodnymi zboczami i szerokimi, płaskimi szczytami. Wznoszą się średnio na wysokość 900–1200 m n.p.m.; najwyższy szczyt, gora Kiedrownik, ma wysokość 1477 m n.p.m.
W najwyższej, północno-wschodniej części pasmo pokryte jest lasami modrzewiowymi i górskimi łąkami; w części centralnej dominuje lasostep; w najniższej, południowo-zachodniej części występują lasy brzozowe i roślinność stepowa.
Góry zbudowane są ze skał z okresu późnego paleozoiku i mezozoiku, głównie z granitów, węglonośnych aleurolitów, a także z piaskowców oraz zlepieńców. Występują złoża rud polimetalicznych i rudy uranu.